# Silene hicesiae
La silene delle Eolie (Silene hicesiae Brullo & Signor.) è una pianta appartenente alla famiglia delle Caryophyllaceae, endemica della Sicilia.

## Storia
S. hicesiae, scoperta negli anni ottanta, appartiene al gruppo di Silene mollissima, che comprende differenti specie endemiche delle zone costiere del Mediterraneo occidentale, che si sarebbero evolute nel tardo Miocene, allorché il progenitore comune si frantumò in differenti popolazioni da cui, per speciazione, si originarono le specie odierne.

## Descrizione
È una pianta perenne, alta da 50 a 120 cm, interamente ricoperta da una fitta peluria.
Ha una base legnosa ricoperta da una rosetta di foglie basali, ellittiche, tomentose, lunghe 5–10 cm.
Da esse si diparte uno stelo, usualmente non ramificato, che termina con grappoli di fiori rosa, con cinque petali. Fiorisce a maggio mentre i frutti maturano tra la fine di agosto e gli inizi di settembre.

## Distribuzione e habitat
La specie è endemica delle isole Eolie ed in particolare di Panarea, dove ne sono stati censiti circa 400 esemplari su un'area di circa 2 ettari sulle rupi del versante occidentale dell'isola, e di Alicudi, dove sopravvivono circa 50 esemplari in un'unica stazione di appena 60 m². Predilige terreni lavici rocciosi.

## Conservazione
La Lista rossa IUCN classifica Silene hicesiae come specie vulnerabile : la IUCN la ha inserita nella lista delle 50 specie botaniche più minacciate dell'area mediterranea.
È inserita tra le specie protette dalla Direttiva Habitat (nº 43/92/CEE) della Unione europea.
Misure di conservazione sono state implementate nell'ambito del progetto europeo EOLIFE99 – Conservation of priority species of the Eolian Islands' flora, comprendenti il rafforzamento della popolazione selvatica con piante coltivate ex situ e la eradicazione di specie, quali Ailanthus altissima, che competono con la silene.
Campioni di semi sono protetti nella banca del germoplasma dell'Orto botanico di Palermo.
La specie è inclusa anche nel progetto GENMEDOC, una rete internazionale di banche dei semi mediterranee.